# Ruwen Filus
Ruwen Filus (Bückeburg, 14 febbraio 1988) è un tennistavolista tedesco.
Classificabile come difensore moderno, usa un telaio Timo Boll Spark con manico diritto, una Butterfly Tenergy 05 sul dritto e una Butterfly Feint Long 3 sul rovescio (puntinata lunga).

## Palmarès
- Campionati europei di tennistavolo

2011 - Danzica-Sopot: oro a squadre.
2013 - Schwechat: oro a squadre.